# Christopher Juul-Jensen
Christopher Juul-Jensen (6 de juliol de 1989) és un ciclista danès, professional des del 2012 i actualment a l'equip Team Jayco AlUla. Jensen va viure fins als 16 anys a Irlanda, on va passar la major part del temps emprant la BTT. No fou fins als 22 anys quan va fer la transició a la carretera, començant la seva carrera a l'equip continental danès del Glud & Marstrand, on va estar durant quatre temporades, abans de fitxa pel Team Saxo-Tinkoff. L'agost del 2015 l'Orica-GreenEDGE anuncià que l'havia fitxat de cara al 2016.
En el seu palmarès destaca el Campionat nacional en contrarellotge i la Volta a Dinamarca, ambdós el 2015.

## Palmarès
- 2007
  -  Campió de Dinamarca en contrarellotge per equips júnior, amb Rasmus Guldhammer i Ricky Enø Jørgensen
  - 1r al Tour del País de Vaud i vencedor d'una etapa
- 2011
  -  Campió de Dinamarca en contrarellotge per equips, amb Lasse Bøchman, Daniel Foder, Jimmi Sørensen, Michael Valgren i Troels Vinther
  - 1r al Gran Premi ciclista de Saguenay
- 2015
  -  Campió de Dinamarca en contrarellotge
  - 1r a la Volta a Dinamarca
- 2018
  - Vencedor d'una etapa a la Volta a Suïssa

### Resultats al Giro d'Itàlia
- 2014. 100è de la classificació general
- 2015. 135è de la classificació general
- 2017. 109è de la classificació general
- 2018. 74è de la classificació general
- 2019. 70è de la classificació general
- 2021. 97è de la classificació general
- 2022. 93è de la classificació general

### Resultats al Tour de França
- 2016. 119è de la classificació general
- 2019. 112è de la classificació general
- 2020. 99è de la classificació general
- 2021. 114è de la classificació general
- 2022. 128è de la classificació general
- 2023. 117è de la classificació general

### Resultats a la Volta a Espanya
- 2017. 107è de la classificació general